# Иле
Иле (мађ. Üllő) град је у Мађарској. Иле је значајан град у оквиру жупаније Пешта, а истовремено и важно предграђе престонице државе, Будимпеште.
Иле је имао 10.924 становника према подацима из 2009. године.

## Географија
Град Иле се налази у северном делу Мађарске. Од престонице Будимпеште град је удаљен 30 km југоисточно. Град се налази у северном делу Панонске низије, на надморској висини од 125 m.